# 钙合蛋白
鈣結合蛋白（英語：Calbindin）是一種專門跟生物內的鈣離子結合的蛋白質，屬於肌鈣蛋白C超家族。這種蛋白最初被稱為27-kD的蛋白，在的雞十二指腸內由維生素D引導產生。在腦內，這種蛋白質的生成與維生素D衍生的荷爾蒙沒有關連。鈣結合蛋白含有4個活動鈣結合域，兩個已失去與鈣結合功能的修改域。鈣結合蛋白主要作為運輸蛋白的功能。在人體中，可在腸道、腎臟、胰島細胞及腦內找到。
鈣結合蛋白可以分為兩種：
- 鈣結合蛋白-D9k
- 鈣結合蛋白-D28k

## 鈣結合蛋白-D9k
鈣結合蛋白-D9k存在於哺乳類動物腸道的上皮細胞。

## 鈣結合蛋白-D28k
鈣結合蛋白-D28k(CALB)除了會在鳥類的腸道和哺乳類動物的腎臟內發現，也在一些其他神經內分泌細胞，特別是在小腦內發現。鈣結合蛋白-D28k跟鈣結合蛋白-D9k並不同源。